# Polar (estrela variável cataclísmica)
As Polares são uma classe de variáveis cataclísmicas magnéticas, são  sistemas onde o campo magnético da estrela primária é suficientemente intenso (B ≃ 106 − 107 G) para assegurar (por acoplamento magnético) a sincronia entre o giro da anã branca e o período orbital do sistema, com o fluxo de matéria proveniente da estrela secundária sendo acrescido diretamente sobre a estrela primária pelas linhas do campo magnético, sem a formação de um disco de acréscimo.